# Jekaterina Marennikova
Jekaterina Marennikova (russisk: Екатерина Александровна Маренникова tr. Jekaterina Aleksandrovna Marennikova ; født den 29. april 1982 i Skt. Petersborg, Rusland) er en russisk håndboldspiller.
Hun spiller i den russiske klub Kuban Krasnodar,
Jekaterina Marennikova kom på landsholdet i 2004, og har spillet 120 landskampe for Rusland. Hun kan bruges på begge fløje, og er hurtig på kontra. Jekaterina Marennikova var med til at vinde VM-guld 2005 i Skt. Petersborg, Rusland. Året efter vandt hun EM-sølv 2006 i Sverige. Samme år vandt hun GF World Cup i Danmark.
I 2007 valgte Jekaterina Marennikova at tage en pause fra landsholdet, på grund af en skulderskade. Det resulterede i at hun gik glip at Ruslands VM-guld i Paris, Frankrig.
Jekaterina var til gengæld klar igen til OL 2008 i Beijing, Kina. Der vandt hun OL-sølv med Rusland. Efter OL 2008 valgte hun at tage en pause fra landsholdet.
Jekaterina gjorde comeback på landsholdet til GF World Cup 2009 i Danmark.

## Privat
Jekaterina Marennikova er gift med Eduard. Hun har ingen børn, men tænker på en fremtid med børn.